# Copa ITF Sunshine
La Copa ITF Sunshine (ITF Sunshine Cup en inglés), también conocida como Copa Mundial de Tenis Sub-18, fue una competición internacional de tenis, organizada por la Federación Internacional de Tenis (ITF), para menores de 18 años. A diferencia de la mayoría de los eventos de tenis a nivel mundial, en la Copa ITF Sunshine no participaban jugadores a título individual, sino equipos nacionales compuestos por diversos jugadores designados por su federación nacional deportiva. La Copa ITF Sunshine se disputó desde 1997 hasta el año 2001, y fue la continuación de la Copa Orange Bowl Junior, la cual se disputó desde 1958 hasta 1996. La versión femenina de la Copa ITF Sunshine se denominaba Copa Continental Connolly. 
El país con más títulos de la Copa Orange Bowl Junior fue Estados Unidos con quince y su último campeón vigente fue Francia, tras derrotar 1996 por 2-0 a Alemania.
El país con más títulos en total es Estados Unidos con diescisiete. El último campeón fue Rusia, tras ganar la Copa en el año 2001 por 2-0 ante el equipo de Argentina.

## Resultados

### Ganadores Masculinos Copa Orange Bowl Junior
| Año  |                               | Campeón        |   |   | Subcampeón     |                           | Fecha | Lugar |
| ---- | ----------------------------- | -------------- | - | - | -------------- | ------------------------- | ----- | ----- |
| 1958 | Bandera de Brasil             | Brasil         | ? | ? | ?              |                           | 1958  | ?     |
| 1959 | Bandera de España             | España         | ? | ? | ?              |                           | 1959  | ?     |
| 1960 | Bandera de Estados Unidos     | Estados Unidos | ? | ? | ?              |                           | 1960  | ?     |
| 1961 | Bandera de Estados Unidos     | Estados Unidos | ? | ? | ?              |                           | 1961  | ?     |
| 1962 | Bandera de Estados Unidos     | Estados Unidos | ? | ? | ?              |                           | 1962  | ?     |
| 1963 | Bandera de México             | México         | ? | ? | ?              |                           | 1963  | ?     |
| 1964 | Bandera de Australia          | Australia      | ? | ? | ?              |                           | 1964  | ?     |
| 1965 | Bandera de Estados Unidos     | Estados Unidos | ? | ? | ?              |                           | 1965  | ?     |
| 1966 | Bandera de Estados Unidos     | Estados Unidos | ? | ? | ?              |                           | 1966  | ?     |
| 1967 | Bandera de Estados Unidos     | Estados Unidos | ? | ? | ?              |                           | 1967  | ?     |
| 1968 | Bandera de Australia          | Australia      | ? | ? | ?              |                           | 1968  | ?     |
| 1969 | Bandera de Estados Unidos     | Estados Unidos | ? | ? | ?              |                           | 1969  | ?     |
| 1970 | Bandera de Estados Unidos     | Estados Unidos | ? | ? | ?              |                           | 1970  | ?     |
| 1971 | Bandera de España             | España         | ? | ? | ?              |                           | 1971  | ?     |
| 1972 | Bandera de Estados Unidos     | Estados Unidos | ? | ? | ?              |                           | 1972  | ?     |
| 1973 | Bandera de Estados Unidos     | Estados Unidos | ? | ? | ?              |                           | 1973  | ?     |
| 1974 | Bandera de Estados Unidos     | Estados Unidos | ? | ? | ?              |                           | 1974  | ?     |
| 1975 | Bandera de Estados Unidos     | Estados Unidos | ? | ? | ?              |                           | 1975  | ?     |
| 1976 | Bandera de Estados Unidos     | Estados Unidos | ? | ? | ?              |                           | 1976  | ?     |
| 1977 | Bandera de Francia            | Francia        | ? | ? | ?              |                           | 1977  | ?     |
| 1978 | Bandera de España             | España         | ? | ? | ?              |                           | 1978  | ?     |
| 1979 | Bandera de Estados Unidos     | Estados Unidos | ? | ? | ?              |                           | 1979  | ?     |
| 1980 | Bandera de Suecia             | Suecia         | ? | ? | ?              |                           | 1980  | ?     |
| 1981 | Bandera de Suecia             | Suecia         | ? | ? | ?              |                           | 1981  | ?     |
| 1982 | Bandera de Francia            | Francia        | ? | ? | ?              |                           | 1982  | ?     |
| 1983 | Bandera de España             | España         | ? | ? | ?              |                           | 1983  | ?     |
| 1984 | Bandera de Estados Unidos     | Estados Unidos | ? | ? | ?              |                           | 1984  | ?     |
| 1985 | Bandera de Argentina          | Argentina      | ? | ? | ?              |                           | 1985  | ?     |
| 1986 | Bandera de España             | España         | ? | ? | ?              |                           | 1986  | ?     |
| 1987 | Bandera de la Unión Soviética | URSS           | ? | ? | ?              |                           | 1987  | ?     |
| 1988 | Bandera de Francia            | Francia        | ? | ? | ?              |                           | 1988  | ?     |
| 1989 | Bandera de Canadá             | Canadá         | ? | ? | ?              |                           | 1989  | ?     |
| 1990 | Bandera de la Unión Soviética | URSS           | ? | ? | ?              |                           | 1990  | ?     |
| 1991 | Bandera de España             | España         | 2 | 1 | Francia        | Bandera de Francia        | 1991  | ?     |
| 1992 | Bandera de España             | España         | 2 | 1 | Estados Unidos | Bandera de Estados Unidos | 1992  | ?     |
| 1993 | Bandera de Brasil             | Brasil         | 2 | 1 | Chile          | Bandera de Chile          | 1993  | ?     |
| 1994 | Bandera de Argentina          | Argentina      | 2 | 1 | España         | Bandera de España         | 1994  | ?     |
| 1995 | Bandera de Estados Unidos     | Estados Unidos | 2 | 1 | Argentina      | Bandera de Argentina      | 1995  | ?     |
| 1996 | Bandera de Francia            | Francia        | 2 | 0 | Alemania       | Bandera de Alemania       | 1996  | ?     |

### Ganadores Masculinos Copa ITF Sunshine
| Año  |                           | Campeón        |   |   | Subcampeón |                      | Fecha | Lugar |
| ---- | ------------------------- | -------------- | - | - | ---------- | -------------------- | ----- | ----- |
| 1997 | Bandera de Francia        | Francia        | 2 | 1 | Alemania   | Bandera de Alemania  | 1997  | ?     |
| 1998 | Bandera de Francia        | Francia        | 3 | 0 | Rusia      | Bandera de Rusia     | 1998  | ?     |
| 1999 | Bandera de Francia        | Francia        | 2 | 0 | Argentina  | Bandera de Argentina | 1999  | ?     |
| 2000 | Bandera de Estados Unidos | Estados Unidos | 2 | 0 | España     | Bandera de España    | 2000  | ?     |
| 2001 | Bandera de Rusia          | Rusia          | 2 | 0 | Argentina  | Bandera de Argentina | 2001  | ?     |

### Títulos por país (Hasta 1990)
| País           | Campeón | Primera | Última |
| Estados Unidos | 15      | 1960    | 1984   |
| España         | 5       | 1959    | 1986   |
| Francia        | 3       | 1977    | 1988   |
| Australia      | 2       | 1964    | 1968   |
| Suecia         | 2       | 1980    | 1981   |
| URSS           | 2       | 1987    | 1990   |
| Brasil         | 2       | 1958    | 1993   |
| México         | 1       | 1963    | 1963   |
| Argentina      | 1       | 1985    | 1985   |
| Canadá         | 1       | 1989    | 1989   |

### Títulos por país (Desde 1991 hasta 1996)
| País           | Campeón | Subcampeón | Primera | Última |
| España         | 2       | 1          | 1991    | 1992   |
| Argentina      | 1       | 1          | 1994    | 1994   |
| Estados Unidos | 1       | 1          | 1995    | 1995   |
| Francia        | 1       | 1          | 1996    | 1996   |
| Brasil         | 1       | 0          | 1993    | 1993   |
| Chile          | 0       | 1          |         |        |
| Alemania       | 0       | 1          |         |        |

### Títulos por país (Desde 1997 hasta 2001)
| País           | Campeón | Subcampeón | Primera | Última |
| Francia        | 3       | 0          | 1997    | 1999   |
| Rusia          | 1       | 1          | 2001    | 2001   |
| Estados Unidos | 1       | 0          | 1995    | 1995   |
| Argentina      | 0       | 2          |         |        |
| Alemania       | 0       | 1          |         |        |
| España         | 0       | 1          |         |        |

### Títulos por país (Total)
| País           | Campeón | Primera | Última |
| Estados Unidos | 17      | 1960    | 1995   |
| España         | 7       | 1959    | 1992   |
| Francia        | 7       | 1977    | 1999   |
| Rusia          | 3 (*)   | 1987    | 2001   |
| Australia      | 2       | 1964    | 1968   |
| Suecia         | 2       | 1980    | 1981   |
| Brasil         | 2       | 1958    | 1993   |
| Argentina      | 2       | 1985    | 1994   |
| México         | 1       | 1963    | 1963   |
| Canadá         | 1       | 1989    | 1989   |

(*) 2 títulos como URSS